# Jan Kanty Gembarzewski
Jan Kanty Gembarzewski herbu Abdank (zm. po 1793) – major wojsk I Rzeczypospolitej, artylerzysta.
Dowodził artylerią forteczną Kamieńca Podolskiego. W czasie wojny polsko-rosyjskiej 1792 w obliczu nieudolności dowódcy artylerii koronnej Stanisława Kostki Potockiego przejął faktycznie dowodzenie. Za udział w bitwie pod Zieleńcami jako jeden z pierwszych został odznaczony Orderem Virtuti Militari.
Dowodził także artylerią w bitwie pod Dubienką.